# Pol (Lugo)
Pol er en kommune i det nordvestlige Spanien i provinsen Lugo. Den har et indbyggertal på 1.542 (2024) indbyggere.